# Tettigonia cuneata
Tettigonia cuneata är en insektsart som beskrevs av Perroud et Montrouzier 1864. Tettigonia cuneata ingår i släktet Tettigonia och familjen dvärgstritar. Inga underarter finns listade i Catalogue of Life.